# Elatostema sorsogonense
Elatostema sorsogonense es una especie de planta del género Elatostema, perteneciente a la familia Urticaceae.

## Taxonomía
Elatostema sorsogonense fue descrita por Adolph Daniel Edward Elmer en 1934.

## Distribución
Se encuentra en el territorio de Filipinas.